# Bruno Valentin
Bruno Paul Marie Valentin (ur. 22 stycznia 1972 w Nancy) – francuski duchowny katolicki, biskup pomocniczy Wersalu w latach 2019-2022, biskup diecezjalny Carcassonne i Narbonne od 2023.

## Życiorys
Święcenia kapłańskie otrzymał 29 czerwca 2000 i został inkardynowany do diecezji wersalskiej. Pracował głównie jako duszpasterz parafialny, był także m.in. delegatem biskupim ds. duszpasterstwa młodzieży dorosłej, kierownikiem kurialnej sekcji ds. formacji oraz wikariuszem biskupim dla kilku dekanatów diecezji. 
14 grudnia 2018 papież Franciszek mianował go biskupem pomocniczym diecezji Wersal, ze stolicą tytularną Vaison. Sakry udzielił mu 20 stycznia 2019 biskup Éric Aumonier.
15 lipca 2022 przeniesiony na urząd biskupa koadiutora diecezji Carcassonne i Narbonne. Rządy w diecezji objął 31 marca 2023, po przejściu na emeryturę poprzednika.